# Mixquiahuala
Mixquiahuala – miasto w Meksyku, w stanie Hidalgo.